# Mobile Suit Gundam
Mobile Suit Gundam (яп. 機動戦士ガンダム кидо: сэнси гандаму, Мобильный воин Гандам), также известный как Gundam 0079 — аниме-сериал, 3 полнометражных анимационных фильма и OVA, снятые студией Sunrise; а также одноимённая манга. Автор сценария и режиссёр — Ёсиюки Томино.
Приобретший значительную популярность Mobile Suit Gundam оказал существенное влияние на японскую культуру и породил целую медиафраншизу. Он также считается одним из трёх величайших телешоу в истории Японии наравне со Space Battleship Yamato и «Евангелионом». Согласно опросу, проведённому в 2007 году Агентством по делам культуры, занимает 4-е место среди лучших аниме всех времён.

## Сюжет
Идёт 0079 год Вселенского века. Вследствие перенаселённости Земли человечество совершило бросок в космос и создало гигантские колонии под названием «Стороны». Одна из них, «Сторона-3», желая отделиться от Земли, объявляет метрополии войну. Провозгласив себя княжеством Зион, мятежники предпринимают массированное наступление.
Сериал начинается с нападения Зиона на «Сторону-7», производящую прототипы нового вооружения Земли. Жители эвакуируются с колонии. Среди них оказывается Амуро Рэй, случайно обнаруживший, как погружают в корабль мобильный доспех RX-78-2 Gundam. Увлечённый техникой, подросток забирается внутрь, активирует механизм и отражает атаку Зиона. Позже вместе с остальными выжившими он оказывается на борту корабля «White Base», испытывающего нехватку персонала. По пути на Землю их преследуют вражеские силы во главе с выдающимся офицером — «Красной кометой» — Чаром Азнаблем.

## Производство и выпуск
С 7 апреля 1979 года по 26 января 1980 аниме-сериал демонстрировался в Японии на канале Nagoya Broadcasting Network. В 1979 году и первой половине 1980 сериал получил награду «Anime Grand Prix» в номинации «аниме года» от журнала Animage.
В 1981 году на экраны кинотеатров вышли три полнометражных фильма, представляющих собой компиляцию сериала. Ёсикадзу Ясухико отвечал за дизайн персонажей, а Кунио Окавара — за дизайн мех.
В честь 30-летия франчайза в 2009 году в Токио была возведена модель RX-78-2 Gundam в натуральную величину.
В 2022 году на основе 15 серии был выпущен Mobile Suit Gundam: Cucuruz Doan’s Island, режиссёром являлся Ёсикадзу Ясухико, который заявил, что «теперь мне не о чем сожалеть в первом Гандаме». Идею он предложил Sunrise в апреле 2019 года, а в мае 2020 года начал работать над раскадровками. Выход фильма решил давнюю проблему — 15 серия оказалась перегружена информацией, уместить которую в 20 минут было тяжело. Место действия — остров Алегранса.